# Jarilla chocola
Jarilla chocola ist eine Pflanzenart in der Familie der Melonenbaumgewächse aus Mexiko, Guatemala und El Salvador.

## Beschreibung
Jarilla chocola wächst aus krautige Pflanze bis über 60 Zentimeter hoch. Die Pflanze führt einen proteinasehaltigen Milchsaft.
Die lang gestielten Laubblätter sind wechselständig. Die spitze bis zugespitzte, ganzrandige, im Umriss dreieckige bis herz- oder spießförmige Spreite ist meist drei- bis fünffach gelappt bis geteilt oder grob gezähnt, selten ganz. Die Lappen oder Zähne sind abgerundet bis spitz.
Jarilla chocola ist zweihäusig diözisch. Die eingeschlechtlichen und fünfzähligen Blüten mit doppelter Blütenhülle erscheinen achselständig. Die sitzenden männlichen Blüten erscheinen in langstieligen, wenig bis vielblütigen Büscheln, die gestielten weiblichen erscheinen meist einzeln. Der fünfzähnige Kelch ist nur klein. Die Krone ist stieltellerförmig mit länglichen Lappen. Die männlichen Blüten besitzen 10 kurze, paarig angeordnete, ungleich lang Staubblätter mit verschiedenen Antheren und einen Pistillode, die weiblichen einen oberständigen, einkammerigen, geflügelten Fruchtknoten mit kurzem Griffel und langen, behaarten Narbenästen.
Die eiförmigen, rötlich-rosa bis rot-braunen und vielsamigen, spitzen Früchte, Beeren, sind geflügelt und bis 7 Zentimeter lang.

## Verwendung
Die säuerlichen Früchte mit weißlichem, gelatinösem Fruchtfleisch und die gebackenen Wurzeln sind essbar.